# NGC 488
NGC 488 là một thiên hà xoắn ốc trực diện trong chòm sao Song Ngư. Nó ở cách Trái Đất khoảng 90 triệu năm ánh sáng. Đường kính của nó được ước tính là 52,6 Kpc (171.000 ly).  Thiên hà có một chỗ phình lớn ở trung tâm và được coi là một thiên hà nguyên mẫu với nhiều nhánh xoắn ốc. Cánh tay của nó bị thương rất chặt. Hoạt động hình thành sao đã được truy tìm trong vòng tay. Hạt nhân của NGC 488 đã được tìm thấy bị tách rời về mặt hóa học, giàu gấp đôi kim loại so với độ phồng trung tâm của thiên hà. NGC 488, ngoại trừ các bạn đồng hành nhỏ hơn, tạo thành nhóm NGC 488, là một thiên hà biệt lập.
Thiên hà được phát hiện bởi William Herschel vào ngày 13 tháng 12 năm 1784. Hai siêu tân tinh đã được quan sát thấy ở NGC 488, SN 2010eb, có thể là Ia với cường độ cực đại 14,7 và SN 1976G, với cấp sao 15.